# Broadcast Film Critics Association
Broadcast Film Critics Association (zkratkou BFCA) je asociace, skládající se z přibližně 250 televizí, rádií a online kritiků. Byla založena v roce 1995, je to největší organizace kritiků na území Spojených států amerických a Kanady. Od roku 1995 asociace předává ceny Critics' Choice Movie Awards. BFCA také vybírá film měsíce a doporučuje další filmy přes celý rok.

## Členství
Členové asociace jsou "pracující kritici, jejichž recenze jsou vysílány většímu publiku v televizi, v rádio nebo (ve speciálních případech) na internetu".Další podmínky musí splnit kritici, kteří své recenze zveřejňují na internetu (dost velké publikum, snadný přístup na své stránky) a rádioví kritici (pracovat na základních rádiových stanicích).

## Charitativní práce
Část výtěžku z prodeje stolů na každoročním ceremoniálu Critics' Choice Movie Awards je darován charitám jako je Starlight Children's Foundation a Heifer International.

## Broadcast Television Journalists Association
Broadcast Television Journalists Association (zkratkou BTJA) je asociace, založena v roce 2011. Své první ceny Critcs' Choice Television Awards předávala v roce 2011 v Los Angeles v hotelu Beverly Hills.